# Saitis spinosus
Espèce
Synonymes
- Chira spinosa Mello-Leitão, 1945 nec Mello-Leitão, 1939

Saitis spinosus est une espèce d'araignées aranéomorphes de la famille des Salticidae.

## Distribution
Cette espèce est endémique d'Argentine.

## Publication originale
- Mello-Leitão, 1945 : Arañas de Misiones, Corrientes y Entre Ríos. Revista del Museo de La Plata (N.S., Zool.), vol. 4, p. 213-302.